# Oreb
Oreb es un personaje del Antiguo Testamento, príncipe de los madianitas; cuyo nombre significa cuervo en hebreo.
Según el Antiguo Testamento, en la época enmarcada en el relato del Libro de los Jueces, los madianitas, liderados por los príncipes Oreb (en hebreo עֹרֵב, Orev) y Zeeb (en hebreo זְאֵב, Z'ev), combatieron al reino de Israel con un ejército apoyado por camellos; siendo finalmente vencidos por Gedeón, líder de los efrainitas. Oreb fue asesinado junto con Zeeb (Jueces 7:20-25), así como con muchos de los madianitas (Salmos 83:12; Isaías 10:26).
El lugar donde Gedeón mató a Oreb tras la derrota del ejército de Madián se denomina Roca de Oreb, el cual probablemente se corresponda con el sitio actualmente llamado Orbo, al este del río Jordán, cerca de Beit She'an.